# روچه (دهانه)
روچه یک دهانه برخوردی در ماه‌ است.

## دهانه‌های اقماری
این دهانه ۴ دهانه اقماری دارد.
| Roche | عرض جغرافیایی | طول جغرافیایی | قطر          |
| ----- | ------------- | ------------- | ------------ |
| C     | ۳۹.۰° S       | ۱۳۹.۲° E      | ۱۸.۰ کیلومتر |
| B     | ۴۰.۱° S       | ۱۳۷.۲° E      | ۲۴.۰ کیلومتر |
| W     | ۳۹.۰° S       | ۱۳۰.۵° E      | ۲۰.۰ کیلومتر |
| V     | ۳۸.۵° S       | ۱۲۹.۳° E      | ۳۰.۰ کیلومتر |